# Bluffton (Ohio)
Bluffton é uma vila localizada no estado norte-americano de Ohio, no Condado de Allen e Condado de Hancock.

## Demografia
Segundo o censo norte-americano de 2000, a sua população era de 3896 habitantes. 
Em 2006, foi estimada uma população de 3980, um aumento de 84 (2.2%).

## Geografia
De acordo com o United States Census Bureau tem uma área de 
8,7 km², dos quais 8,6 km² cobertos por terra e 0,1 km² cobertos por água. Bluffton localiza-se a aproximadamente 254 m acima do nível do mar.

## Localidades na vizinhança
O diagrama seguinte representa as localidades num raio de 16 km ao redor de Bluffton. 